# Георги Алексов
Георги Алексов или Алексиев е царибродски учител и общественик.

## Биография
Роден в Пирот в Османската империя през втората половина на 19 век. Принадлежи към бежанската колония, която се преселва в съседното гранично българско градче Цариброд като протест срещу налагането на сръбска власт в Поморавието след 1878 г.
През учебната 1889-1890 г. Алексов попълва място в паралелка, която формално позволява на местното училище да стане трикласно. В годините на Първата световна война той самият преподава в Царибродската непълна смесена гимназия. Подписва се като Georges Aleksieff, professeur au progymnase de Tzaribrode в Адрес-плебисцит до президента на САЩ и правителствата от Антантата с призив Пиротски окръг да не бъде връщан на сръбската държава. Поетът Любомир Бобевски използва страниците на в. „Западно ехо“, за да посвети на Алексов патриотично стихотворение, озаглавено „Цариброд“.
През Втората световна война районът на Поморавието се намира в пределите на Царство България. Тогава там е издаван в. „Български запад“. В брой 68 от септември 1943 г. вестникът помества обширна статия на Алексов (стр. 2, стр. 3), в която описва налагането на сръбско управление в Пирот и Цариброд като историческа несправедливост, донесла на двата града беди и упадък.